# 松島遊廓疑獄
松島遊廓疑獄（まつしまゆうかくぎごく）は、1926年（大正15年）に明るみに出た日本の汚職事件。松島遊郭の移転にからみ議員が不動産業者から金を受け取ったとされたが、のちに無罪となった。

## 概要
現在の大阪府大阪市西区千代崎1・2丁目にあった松島遊廓の移転計画を巡り、複数の不動産会社から、与野党政治家3名が、移転を巡る運動費（当時の金額でそれぞれ3 - 40万円）を受取ったとされたが、後の裁判では、全員無罪となった。
また、現職総理大臣が予審尋問を受けるという、前代未聞の事態は第一次若槻禮次郎内閣総辞職の遠因にもなった。

### 事件の経緯
- 1897年（明治30年）
  - 江之子島・川口・本田といった松島遊廓に近接する地域の市街化により、築港方面への遊廓移転構想が初めて持ち上がり、以後幾度となく検討される。
- 1926年（大正15年／昭和元年）
  - 年初より、遊廓移転先を巡り、複数の不動産会社が競合して与野党政治家に資金をばら撒いたとする内容の、怪文書が流布する。
  - 2月28日 - 松島遊廓移転を巡り、疑獄事件が発覚。与党憲政会総務箕浦勝人・野党政友会前幹事長岩崎勲・野党政友本党党務委員長高見之通らに収賄容疑が持ち上がる。
  - 7月6日 - 江木翼司相、閣議にて事件の予審尋問が閣僚にも及ぶ情勢と報告、若槻禮次郎首相らに了解を求める。
  - 7月7日 - 大阪地裁検事局、床次竹二郎政友本党総裁を予審尋問。
  - 11月7日 - 大阪地裁検事局、若槻首相・中川望大阪府知事らを予審尋問。
  - 11月9日 - 箕浦、若槻首相を偽証罪で告発。
  - 12月30日 - 大阪地裁検事局、予審終了。検事局は政府および大阪府には遊廓移転計画はなかったと判断し、箕浦・岩崎・高見ら6人を詐欺容疑で起訴。
- 1927年（昭和2年）
  - 1月15日 - 大阪地裁検事局、若槻首相、床次総裁らを不起訴とする判断。
  - 4月17日 - 枢密院、昭和金融恐慌に際して出された台湾銀行救済緊急勅令案を否決、若槻内閣総辞職。
  - 7月11日 - 松島遊廓疑獄初公判（傍聴席は満席）。
- 後の判決では箕浦、高見は無罪（岩崎は途中死亡）、有罪は2名のみ。